# Abdoul Moumouni
Abdoul Moumouni (7 de agosto de 2002) es un futbolista nigerino que juega en la demarcación de centrocampista para el Al-Mesaimeer S. C. de la Segunda División de Catar.

## Selección nacional
Hizo su debut con la selección de fútbol de Níger el 22 de septiembre de 2019 en un partido amistoso contra Costa de Marfil que finalizó con un resultado de 2-0 a favor del combinado nigerino tras los goles de Idrissa Halidou y Abdoul Aziz Ibrahim.

## Clubes
| Club                | País     | Año       | Partidos | Goles |
| ------------------- | -------- | --------- | -------- | ----- |
| US GN               | Níger    | 2018-2021 | 4        | 0     |
| FC Sheriff Tiraspol | Moldavia | 2021-2024 | 29       | 1     |
| Al-Mesaimeer S. C.  | Catar    | 2024-     | 14       | 1     |

## Palmarés

### Títulos nacionales
| Título                        | Club                   | País     | Año  |
| ----------------------------- | ---------------------- | -------- | ---- |
| División Nacional de Moldavia | F. C. Sheriff Tiraspol | Moldavia | 2022 |
| Copa de Moldavia              | F. C. Sheriff Tiraspol | Moldavia | 2022 |
| Superliga de Moldavia         | F. C. Sheriff Tiraspol | Moldavia | 2023 |
| Copa de Moldavia              | F. C. Sheriff Tiraspol | Moldavia | 2023 |